# Карлаплан (станція метро)
59°20′19″ пн. ш. 18°05′26″ сх. д. / 59.338611° пн. ш. 18.090556° сх. д.
«Карлаплан» (швед. Karlaplan) — станція Червоної лінії Стокгольмського метрополітену, обслуговується потягами маршруту Т13.
Станція була відкрита 2 вересня 1967 року у складі черги Естермальмстор'є — Ропстен

Відстань до Слюссена становить 3.6 км.
Пасажирообіг станції в будень —	17,650 осіб (2019)

Розташування: парк Карлаплан.
Конструкція: глибокого закладення склепінна тбіліського типу з однією острівною прямою платформою.

## Операції
| Попередня станція | Лінія | Лінія     | Лінія | Наступна станція             |
| ----------------- | ----- | --------- | ----- | ---------------------------- |
| Йердет Кінцева    |       | Лінія T13 |       | Естермальмстор'є до Норсборг |